# 채시현
채시현(조미정)(1982년 4월 13일 ~ )은 대한민국의 배우이다. 2003년 영화 아리랑으로 데뷔하였다.

## 그룹 멤버
- 나키스

## 경력
- 1999년 신라문화제 원화화랑선발대회 원화 진

## 연기 활동

### 영화
- 2002년 아리랑
- 2007년 어머니는 죽지 않는다 : 실버타운 간호사 역
- 2010년 김복남 살인 사건의 전말 : 미란 역

### TV 드라마
- 2001년 SBS 드라마 오픈드라마 남과 여
- 2009년 SBS 드라마 스타일 : 레스토랑 직원 역
- 2010년 SBS플러스 연예오락 이글이글 : 채시현 역